# 井上浩一 (歴史学者)
井上 浩一（いのうえ こういち、1947年9月24日 - ）は、日本の歴史学者、大阪市立大学名誉教授。佛教大学歴史学部特別任用教授。専門は、ビザンツ（東ローマ）帝国史。

## 略歴
京都市生まれ。1971年京都大学文学部卒業、76年同大学院文学研究科博士課程単位取得退学。大阪市立大学文学部講師、助教授、教授、文学研究科（西洋史学専修）教授。2011年定年退職、名誉教授。日本ビザンツ学会代表も務めた（現在は退任）。「関西ビザンツ史研究会」も行っている。
2012年4月にはインターネット上で西洋史を講義する「バーチャル大学」の「学長」として、西洋史の研究方法・レポートの書き方などを公開している。2013年より佛教大学歴史学部特別任用教授。2020年度に定年退任。

## 著書
※は電子書籍も出版

### 単著
- 『ビザンツ帝国』（岩波書店［世界歴史叢書］, 1982年）
- 『生き残った帝国 ビザンティン』（講談社［講談社現代新書］, 1990年／講談社学術文庫※, 2008年）
- 『ビザンツ皇妃列伝 憧れの都に咲いた花』（筑摩書房, 1996年／白水社［白水Uブックス］※, 2009年）
- 『ビザンツ 文明の継承と変容』（京都大学学術出版会［学術選書］, 2009年）
- 『私もできる西洋史研究 - 仮想（バーチャル）大学に学ぶ』（大阪市立大学人文選書3：和泉書院, 2012年）
- 『歴史学の慰め アンナ・コムネナの生涯と作品』（白水社, 2020年）※
- 『さまざまな国家　一七世紀以前の世界史Ⅱ』（「講座 わたしたちの歴史総合」かもがわ出版, 2023年）

### 共著・編著
- 栗生澤猛夫『世界の歴史 (11) ビザンツとスラヴ』（中央公論社, 1998年／中公文庫, 2009年）
- 根津由喜夫共編『ビザンツ 交流と共生の千年帝国』（昭和堂, 2013年）

### 翻訳・監修
- ミシェル・カプラン『黄金のビザンティン帝国 文明の十字路の1100年』
監修（創元社〈「知の再発見」双書〉, 1993年）。田辺希久子・松田廸子訳
- ジュディス・ヘリン『ビザンツ 驚くべき中世帝国』（監訳、白水社, 2010年、新版2021年6月）
- ジョナサン・ハリス『ビザンツ帝国の最期』（白水社, 2013年、新版2022年7月）※
- ジョナサン・ハリス『ビザンツ帝国 生存戦略の一千年』（白水社, 2018年、新版2023年10月）※
- ジュディス・ヘリン『ラヴェンナ ヨーロッパを生んだ帝都の歴史』（白水社, 2022年9月）※
- デイヴィッド・ポッター『テオドラ 女優からビザンツ皇后、聖人へ』（白水社, 2025年3月）